# 日出町
日出町（ひじまち）は、大分県速見郡に属する町である。

## 地理
大分県の中部、国東半島の南端部、大分市から別府湾沿いに北上して約25kmの場所に位置する。
隣接する別府市、杵築市とは、かつて同じ速見郡に属していたことから「別杵速見」（べっきはやみ）と呼ばれ、市民生活、文化面などでの結びつきが強い。一方、経済的には大分都市圏に属し、大分市との関係も深い。

### 人口

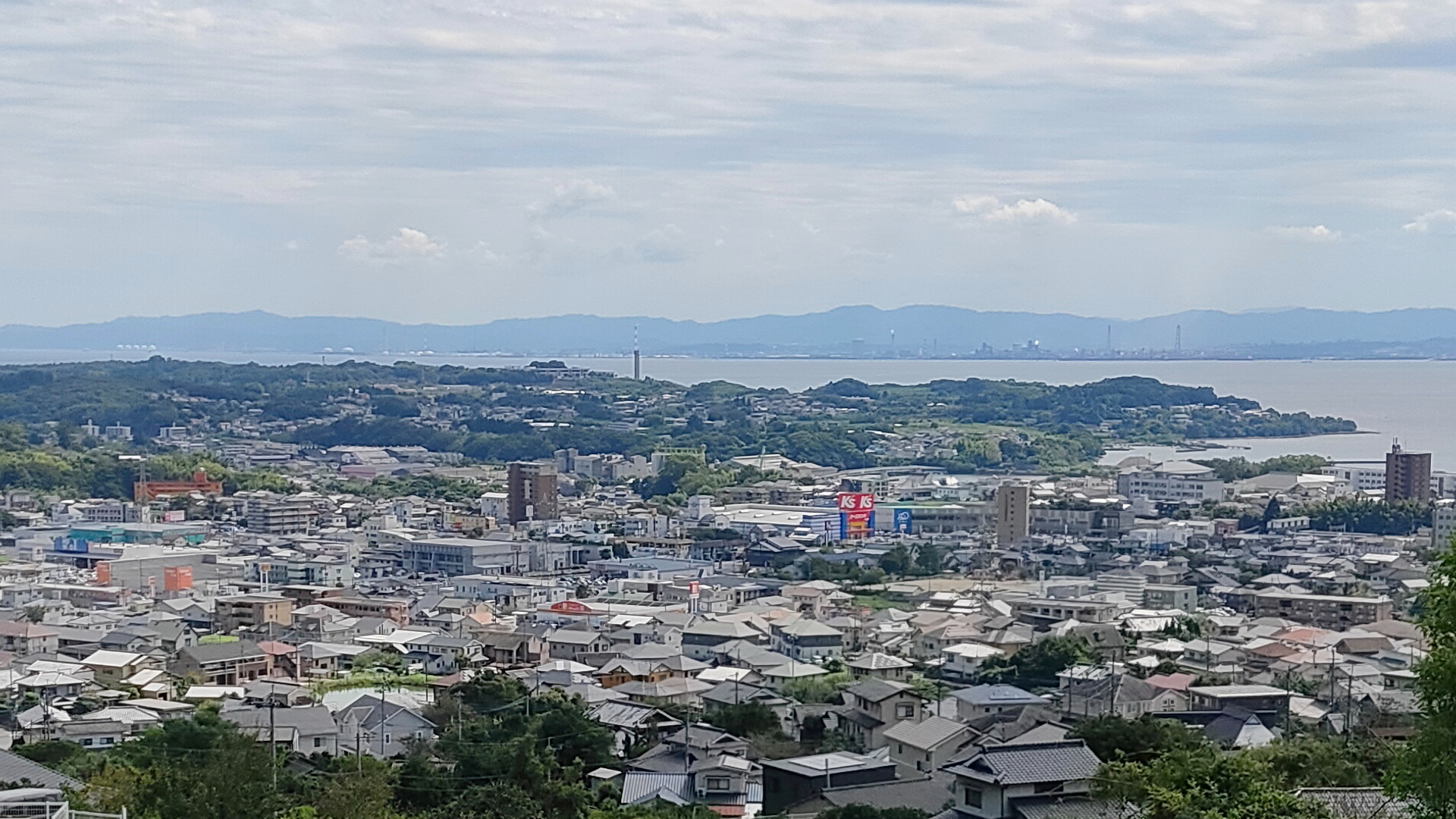
日出町中心部

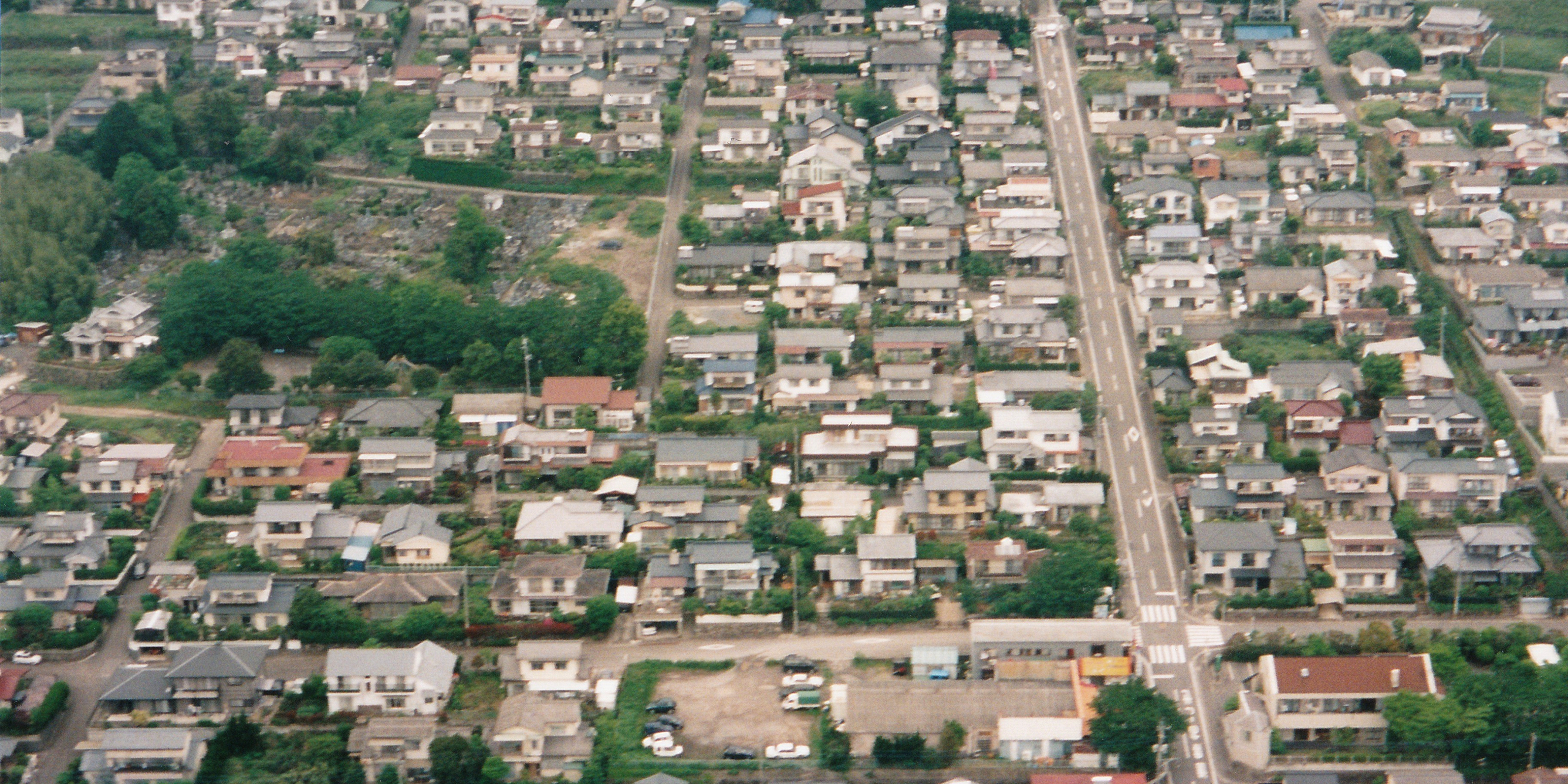
日出住宅団地（辻間団地）

団地の造成や土地区画整理事業に伴う宅地の増加などが理由で、また、日出工業団地の造成や県北・国東テクノポリス地域の指定などによる企業の誘致などが理由で、人口が増加傾向にあった。2012年（平成24年）における人口増加率は大分県の市町村で最も高かった。2010年（平成22年）には国の総人口が減少に転じ、2012年（平成24年）には日出町の人口も減少に転じた。
| |                                        |  |
| 日出町と全国の年齢別人口分布（2005年） | 日出町の年齢・男女別人口分布（2005年） |  |
| ■紫色 ― 日出町 ■緑色 ― 日本全国 | ■青色 ― 男性 ■赤色 ― 女性              |  |
| 日出町（に相当する地域）の人口の推移 \| 1970年（昭和45年） \| 20,207人 \| \| \| 1975年（昭和50年） \| 20,326人 \| \| \| 1980年（昭和55年） \| 21,464人 \| \| \| 1985年（昭和60年） \| 22,564人 \| \| \| 1990年（平成2年） \| 23,589人 \| \| \| 1995年（平成7年） \| 24,433人 \| \| \| 2000年（平成12年） \| 26,142人 \| \| \| 2005年（平成17年） \| 27,640人 \| \| \| 2010年（平成22年） \| 28,221人 \| \| \| 2015年（平成27年） \| 28,058人 \| \| \| 2020年（令和2年） \| 27,723人 \| \| |                                        |  |
| 総務省統計局 国勢調査より |                                        |  |
| 1970年（昭和45年） | 20,207人                               |  |
| 1975年（昭和50年） | 20,326人                               |  |
| 1980年（昭和55年） | 21,464人                               |  |
| 1985年（昭和60年） | 22,564人                               |  |
| 1990年（平成2年） | 23,589人                               |  |
| 1995年（平成7年） | 24,433人                               |  |
| 2000年（平成12年） | 26,142人                               |  |
| 2005年（平成17年） | 27,640人                               |  |
| 2010年（平成22年） | 28,221人                               |  |
| 2015年（平成27年） | 28,058人                               |  |
| 2020年（令和2年） | 27,723人                               |  |

### 隣接している市町村
- 別府市
- 杵築市
- 宇佐市

### 地名
- 大神（旧大神村）
- 真那井（旧大神村）
- 川崎（旧川崎村）
- 豊岡（旧豊岡町）
- 平道（旧豊岡町）
- 藤原（旧藤原村）
- 南畑（南端村より一部を編入）
- 広瀬（山香町より一部を編入）

町村制施行時の旧日出町の区域には大字がなく、町名に次に番地が来る。

## 歴史
江戸時代には日出城があり、日出藩3万石の城下町として栄えた。

### 近現代
- 1889年（明治22年）4月1日 - 町村制施行により、近世村である速見郡日出村の区域をもって速見郡日出町が成立。
- 1954年（昭和29年）3月31日 - 速見郡豊岡町・大神村・川崎村・藤原村との新設合併により、改めて日出町が発足。
- 1956年（昭和31年）4月1日 - 速見郡南端村の一部（大字南畑および天間の各一部）を編入。

### 平成の大合併
平成の大合併では、2000年（平成12年）12月に大分県の合併推進要綱で杵築市、山香町との基本パターンが示されたが、2002年（平成14年）にはこれに大田村を加えた4市町村で杵築速見地域市町村合併任意協議会、2003年（平成15年）には法定協議会が設置された。しかし、新市の名称と本庁舎の位置で対立し、2004年（平成16年）に日出町が協議会を離脱。残りの3市町村は2005年（平成17年）に新設合併し杵築市となった。

## 行政

### 町長
- 町長：安部徹也（2024年9月5日就任、1期目）

2024年8月25日町長選挙が行われ、イスラム土葬墓地の建設反対を主張する元町議の安部徹也が、建設を推進する現職の本田博文を破り当選した。同町では大規模なイスラム教徒の土葬墓地建設計画が進んでおり、前町長は九州各地の遺体を受け入れることや区画が足りなくなった場合に遺体の上に重ねて埋葬するなどの合意を締結していた。これに対し水質汚染や風評被害を問題視する安倍は反対を公約に掲げ、町民の民意を仰いだかたちで選挙が行われた。

### 歴代町長
- 本田維憲 (1996年10月15日 - 2004年7月26日、2期)
- 工藤義見(2004年7月27日 - 2016年9月4日、3期)
- 本田博文(2016年9月5日 - 2024年9月4日、2期)

## 施設

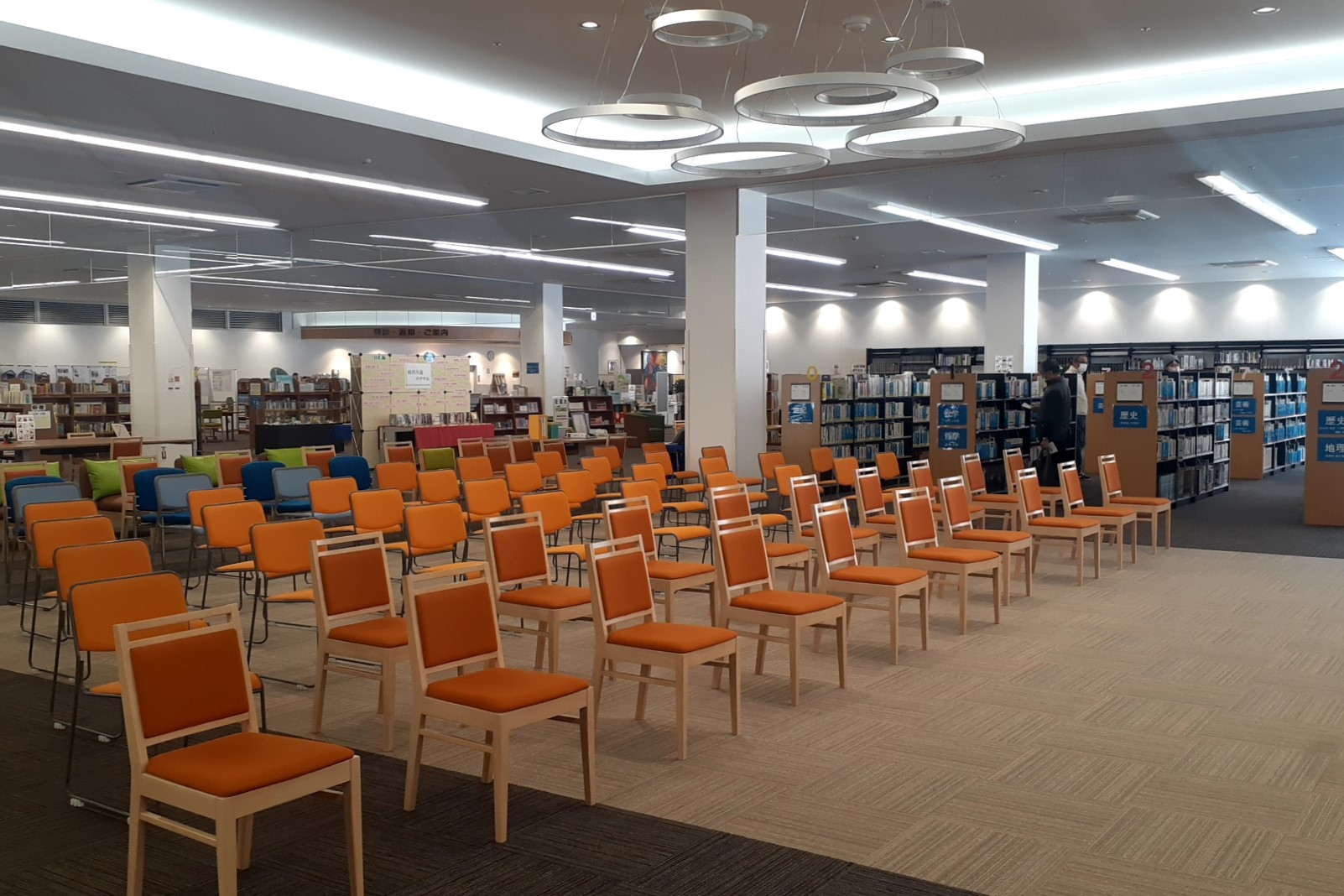
日出町立図書館

- 日出郵便局
- 日出町立図書館 - BiVi日出の2階。
- 大分県東部保健所地域福祉室
- 杵築日出警察署[6]
  - 豊岡警察官駐在所 - 大字豊岡
  - 大神警察官駐在所 - 大字大神
- 大分銀行日出支店
- 豊和銀行日出支店
- 大分みらい信用金庫日出支店
- 大分県信用組合日出支店

## 経済

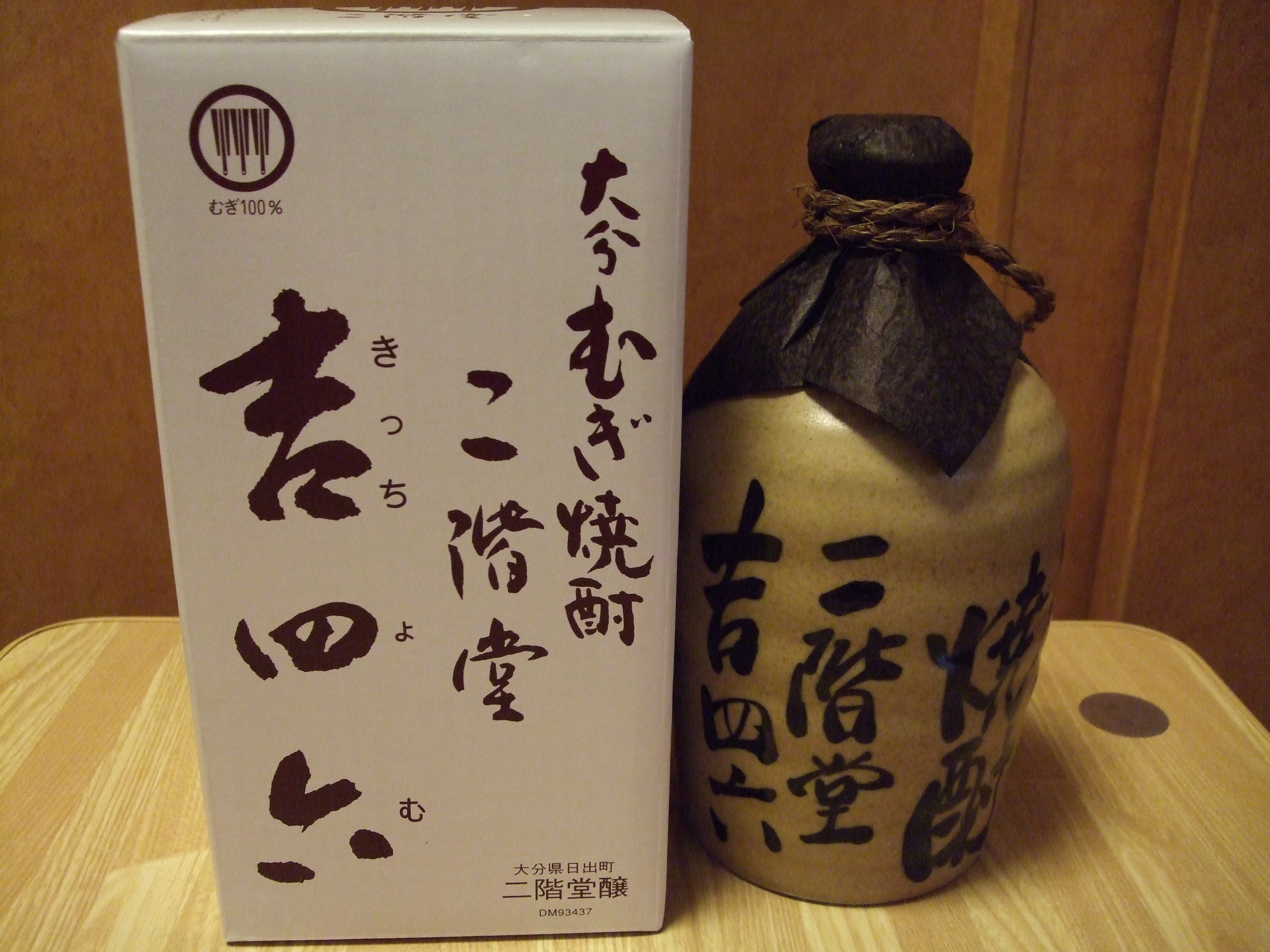
二階堂 吉四六

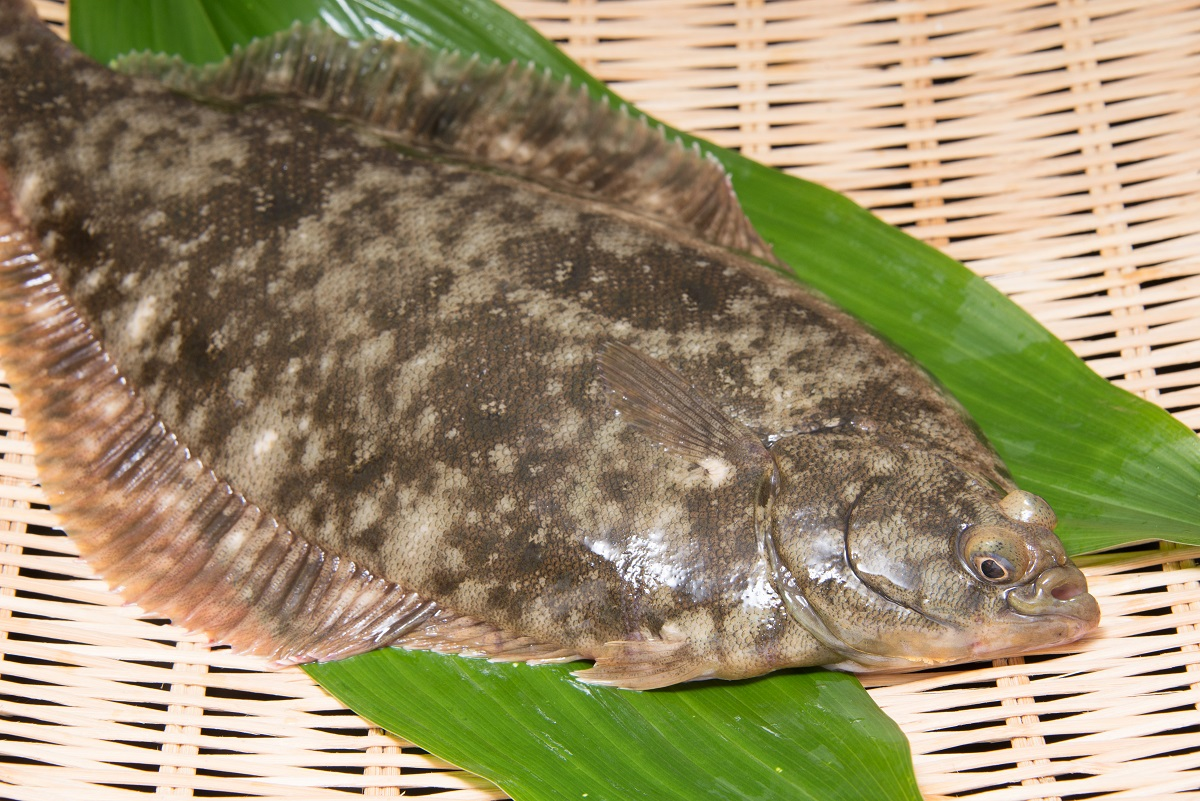
城下かれい

### 漁業
- 城下かれい - 別府湾沿岸で捕獲されるマコガレイ。

### 工業
大分地区新産業都市開発地域、県北国東地域テクノポリスの指定を受け、主に製造分野での企業進出が盛ん。かつては日本テキサス・インスツルメンツ日出工場があった。

### 商業

#### 特産品
- 城下かれい
- 白いぼきゅうり
- 白ネギ
- 潮トマト（フルーツトマト）
- ギンナン
- 紅八朔オレンジ
- ハウスみかん
- 鶏卵
- 豊後別府湾ちりめん
- ハモ

#### 本社を置く企業
- 二階堂酒造 - 日本酒メーカー。銘柄「大分むぎ焼酎二階堂」「吉四六」。

## 教育

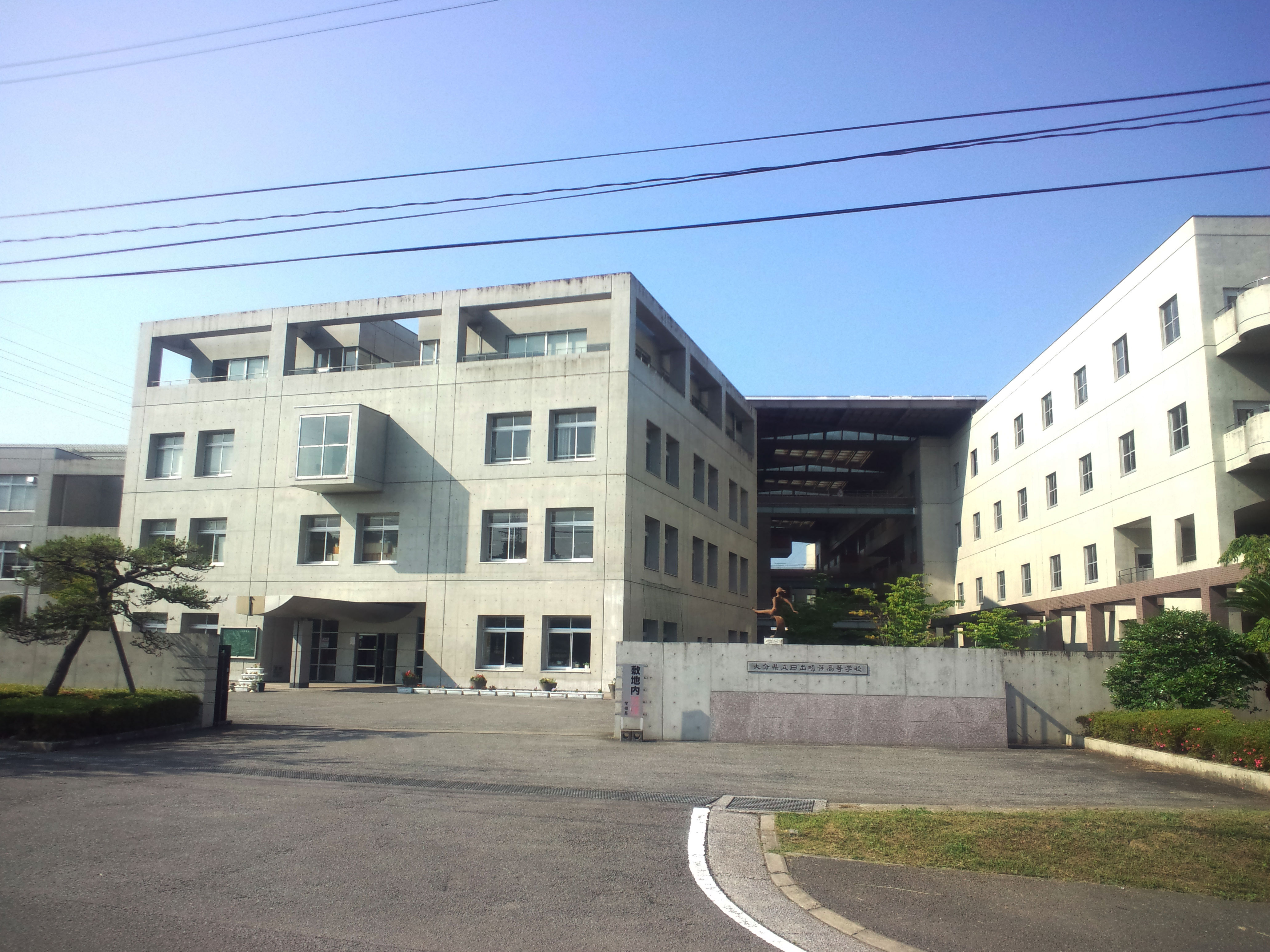
大分県立日出総合高等学校

### 小学校
- 日出町立大神小学校
- 日出町立川崎小学校
- 日出町立豊岡小学校
- 日出町立日出小学校
- 日出町立藤原小学校

### 中学校
- 日出町立大神中学校
- 日出町立日出中学校

### 特別支援学校
- 大分県立日出支援学校

### 高等学校
- 大分県立日出総合高等学校

### 幼稚園
- 日出町立大神幼稚園
- 日出町立川崎幼稚園
- 日出町立豊岡幼稚園
- 日出町立日出幼稚園
- 日出町立藤原幼稚園

## 交通

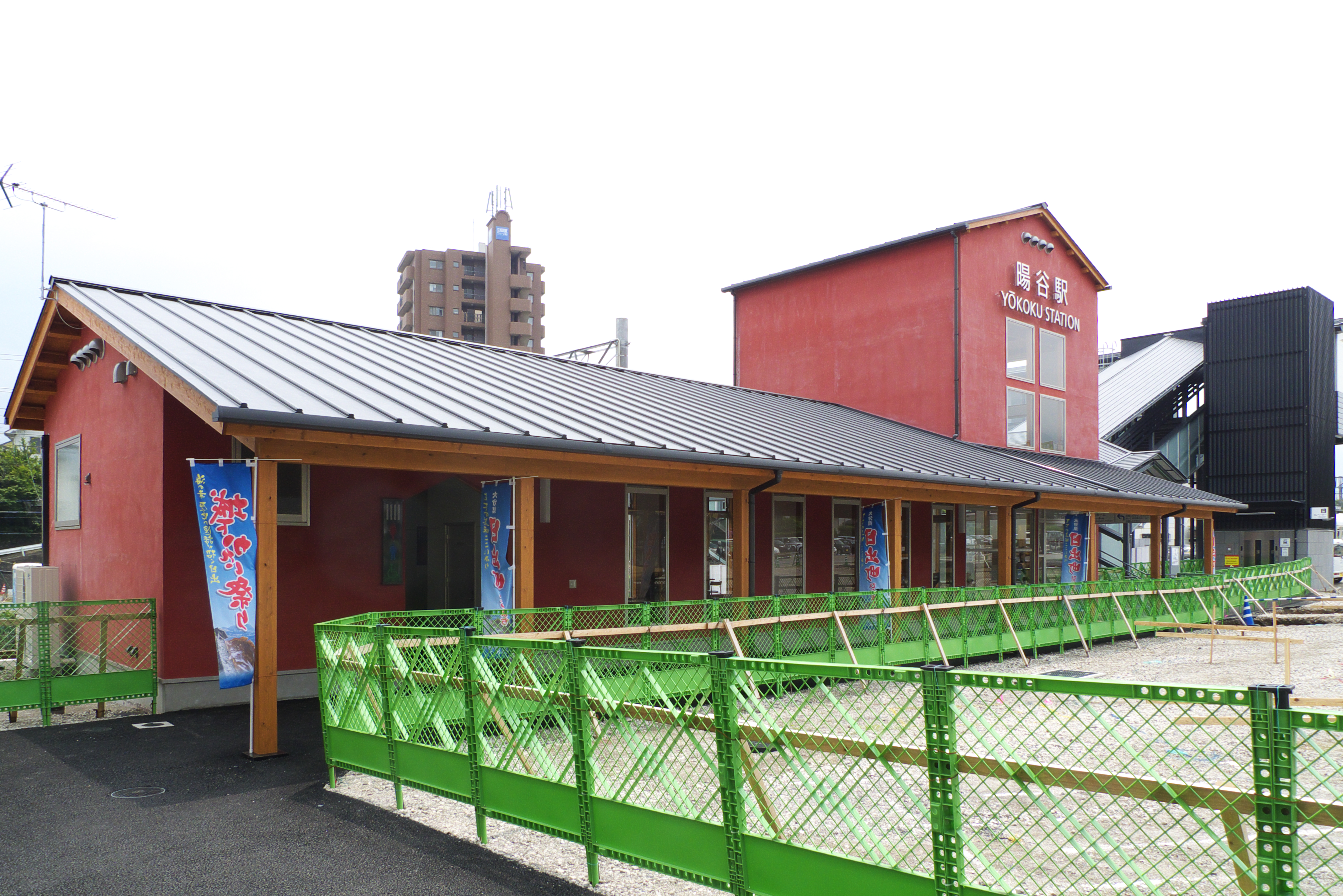
暘谷駅

### 鉄道
九州旅客鉄道（JR九州）
- 日豊本線：大神駅 - 日出駅 - 暘谷駅 - 豊後豊岡駅
  - このほか、中山香駅 - 杵築駅間でも町内を通過している。

- 中心となる駅：暘谷駅

### 路線バス
以下の路線バスがある。
- 大分交通
  - 国大線（大分市 - 別府市 - 日出町 - 杵築市 - 国東市）主に国道10号・213号を経由する。現在休止。
  - 辻間・日出団地線（別府市 - 日出町）別府市と町内中心部の団地・住宅地を結ぶ。現在休止。
  - 別杵線（別府市 - 日出町 - 杵築市）別府市と杵築市を結び、日出町内では主に国道10号・213号経由。現在休止。
  - エアライナー（日出町 - 国東市大分空港）大分空港連絡バス。
- 国東観光バス - 大分交通グループ。
  - 杵大線（大分市 - 別府市 - 日出町 - 杵築市）主に国道10号・213号を経由する。現在休止。
  - ハーモニー線（日出町 - 杵築市）ハーモニーランドと日出駅・杵築駅を結ぶ遊園地アクセス路線。
  - 杵築線（日出町 - 杵築市）日出町と杵築市を結ぶ。
- 大交北部バス - 大分交通グループ。宇佐市安心院地区と別府市を結ぶ宇佐市コミュニティバスを運行する（月水金曜日のみ運行）。日出町も通る。
- 国東観光200円バス - 国東観光バスが日出町より委託を受け町内を運行する。
- 日出町コミュニティバス - 6路線あり町内を運行する。路線により運行日が異なる。

### 道路

#### 高速道路
高規格幹線道路
- 大分自動車道：日出ジャンクション
- 東九州自動車道（宇佐別府道路の区間を含む）：速見インターチェンジ - 日出ジャンクション

地域高規格道路
- 日出バイパス：速見インターチェンジ - 日出インターチェンジ
- 大分空港道路本線および延伸部：日出インターチェンジ - 藤原ジャンクション

#### 一般国道
- 国道10号
- 国道213号
- 国道500号

#### 県道
主要地方道
- 大分県道24号日出山香線

一般県道
- 大分県道218号別府山香線
- 大分県道351号八坂真那井線
- 大分県道520号日出港線
- 大分県道521号豊後豊岡停車場線
- 大分県道643号日出真那井杵築線
- 大分県道644号藤原杵築線

## 名所・旧跡・観光スポット・祭事・催事

### 名所・旧跡・観光スポット
- 早水台遺跡
- 日出若宮八幡神社
- 横津神社

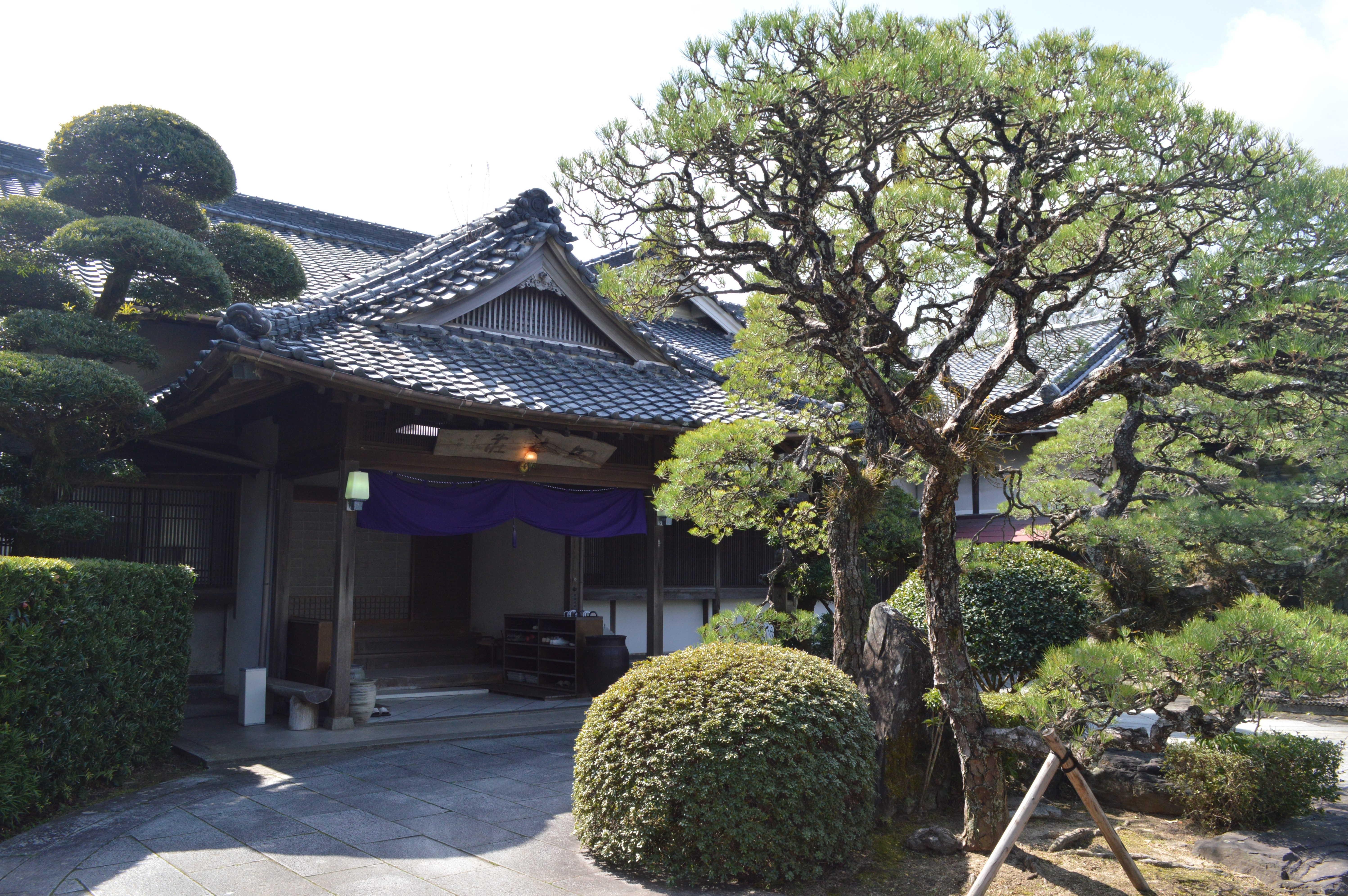
的山荘

- 松屋寺 - 「日本一の大蘇鉄」とも言われる松屋寺の大蘇鉄は国指定天然記念物。
- 龍泉寺 - 瀧家及び瀧廉太郎の墓がある。
- 日出城址
- 致道館（日出藩校）
- 的山荘 - 重要文化財。
- 日出の大サザンカ - 日出町立日出中学校の敷地内。大分県指定天然記念物。
- 魚見桜 - 日出町指定天然記念物。

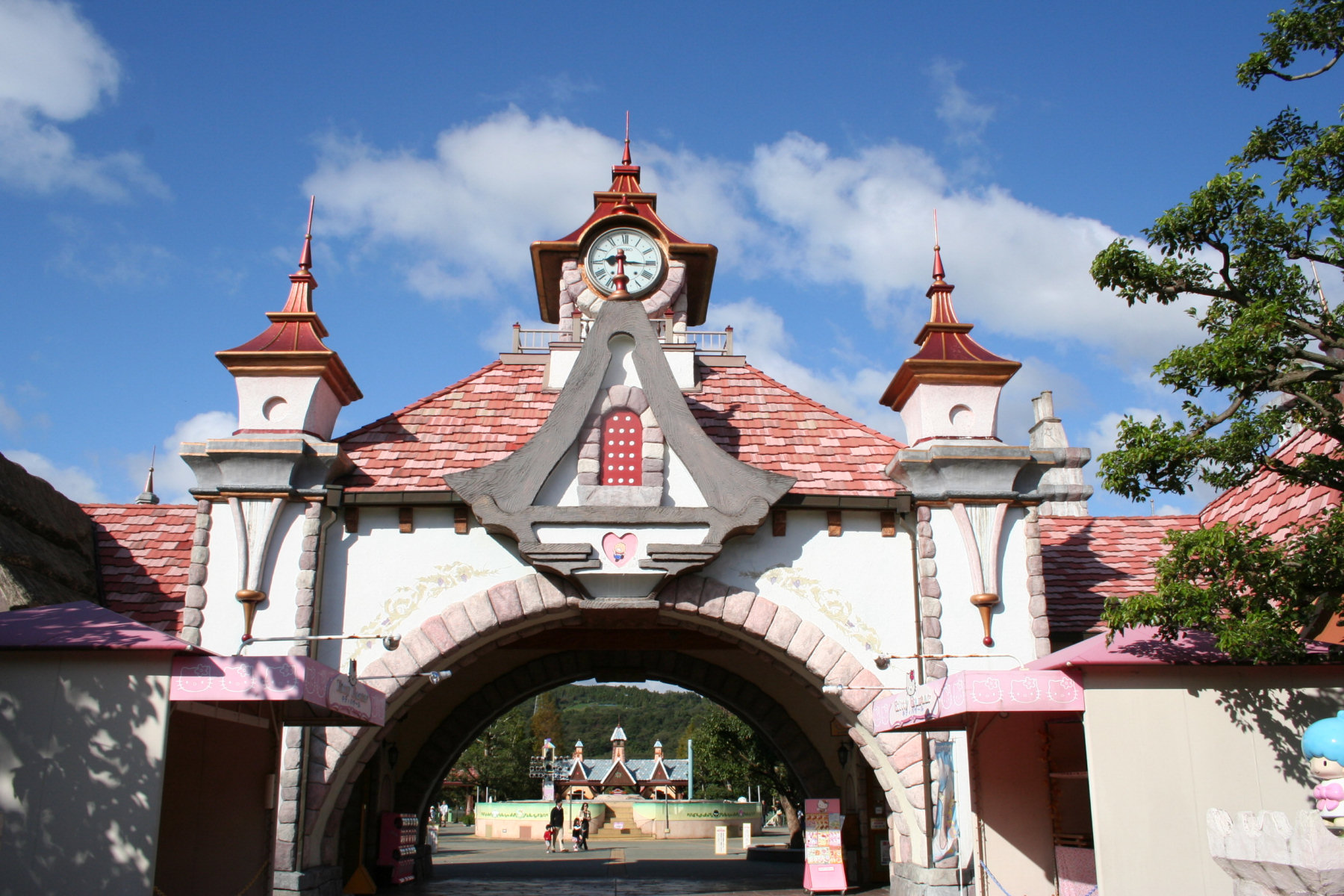
ハーモニーランド
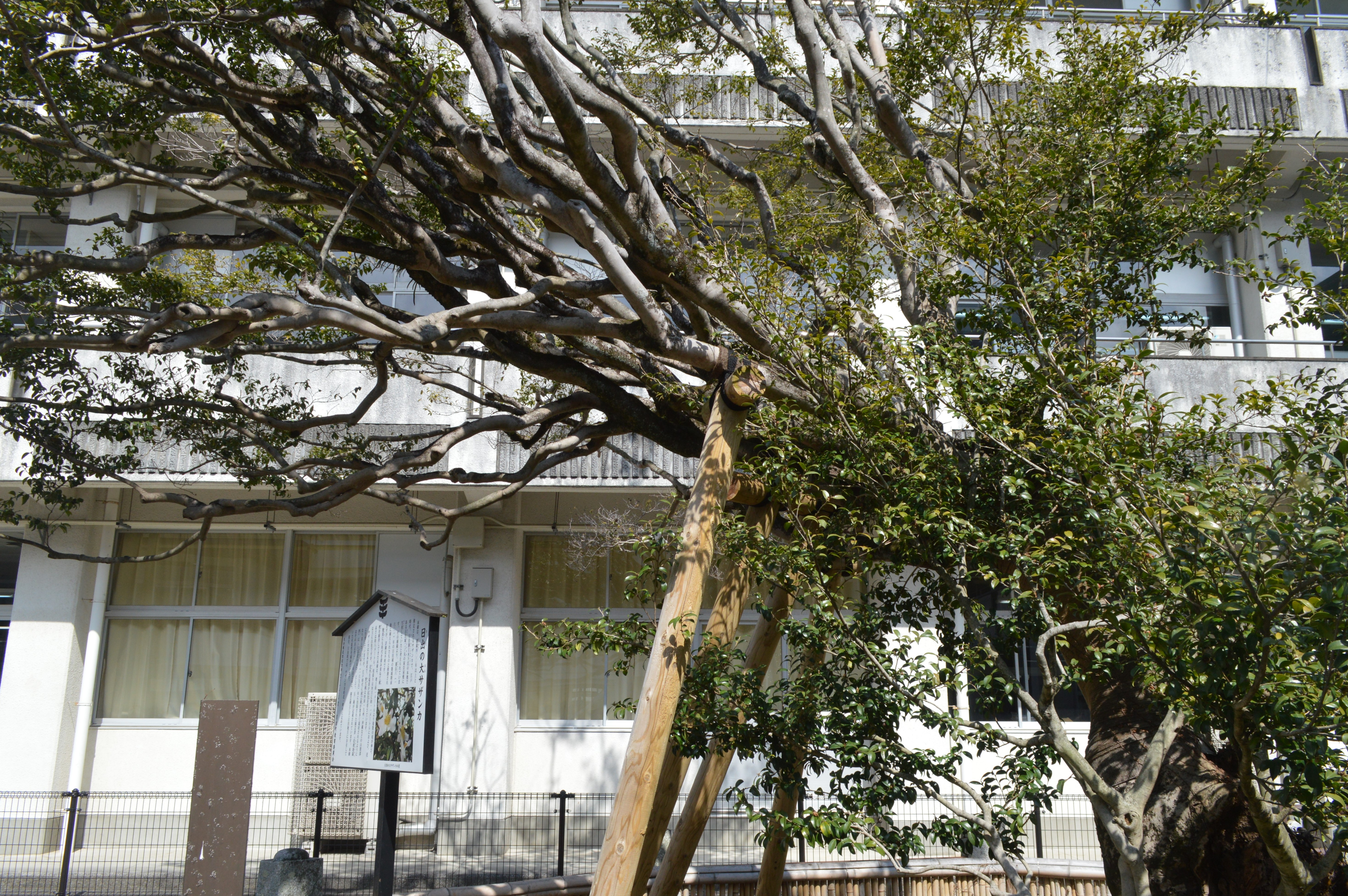
日出の大サザンカ
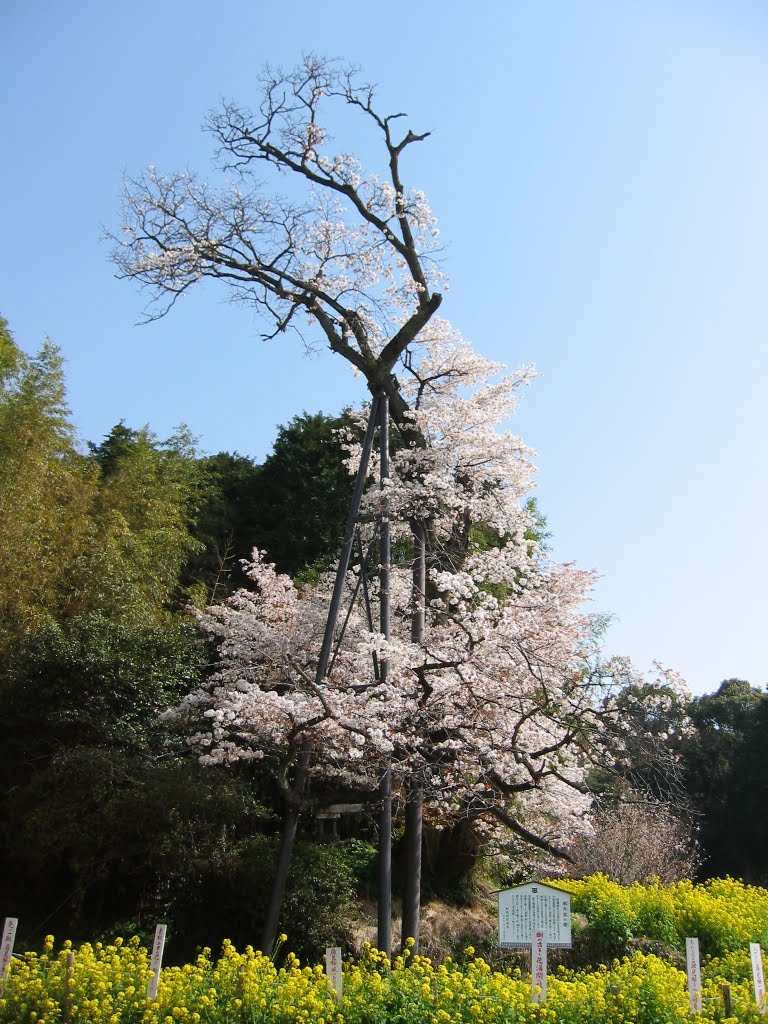
魚見桜
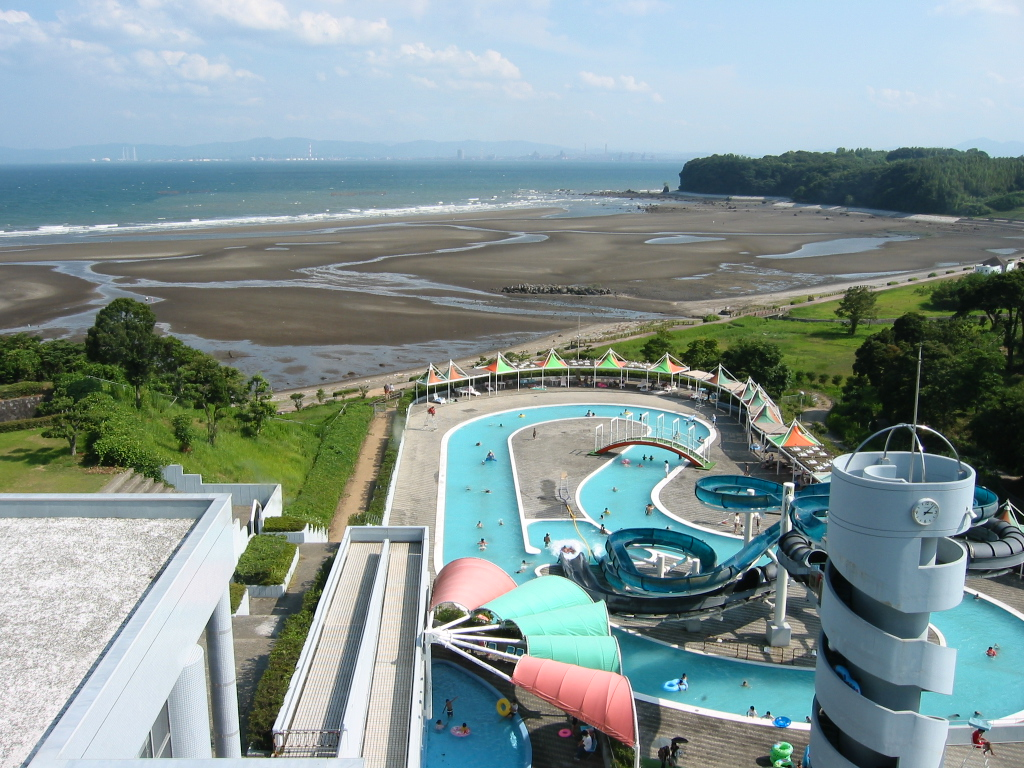
糸ヶ浜海浜公園
- 大神基地跡

- ハーモニーランド
- 日出の大サザンカ
- 魚見桜
- 糸ヶ浜海浜公園の海岸

### 祭事・催事
- 城下かれい祭り

## 出身有名人
- 麻丘めぐみ - 女優、歌手。
- 植田美千代 - 南日本放送アナウンサー。
- 大分姉妹 - 歌手。
- 尾畠春夫 - ボランティア活動家。
- 苅谷俊介 - 俳優。
- 河合由貴 - バレーボール選手。
- 岸田和人 - プロサッカー選手。
- 岸田翔平 - プロサッカー選手。
- 北野晴矢 - サッカー選手。
- 小石博孝 - プロ野球選手。
- 柳川大晟 - プロ野球選手
- 佐藤廣士 - 実業家。神戸製鋼所社長。
- 城彰 - ラグビー選手。

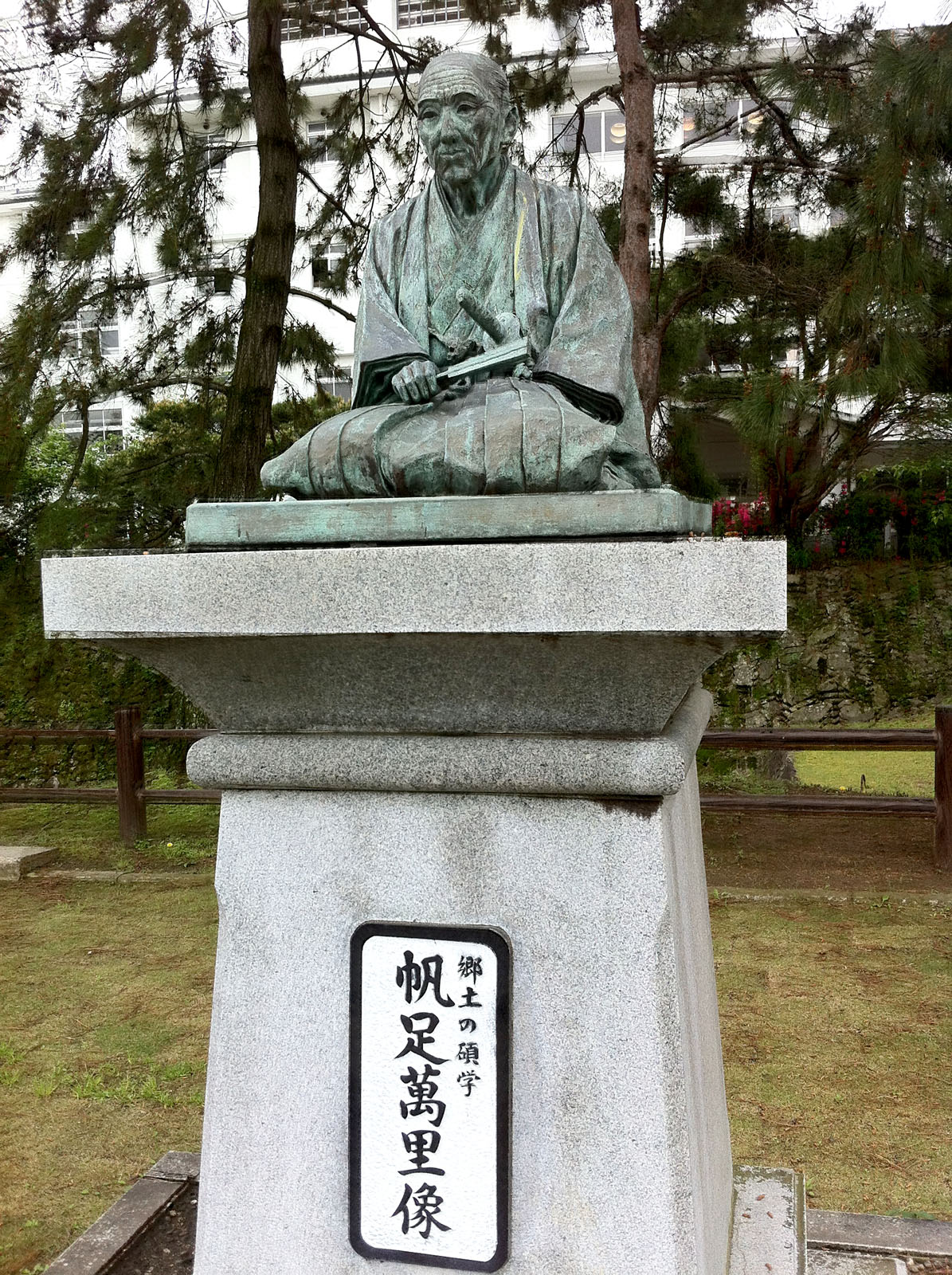
日出城址前にある帆足万里像

- 帆足万里 - 儒学者・経世家。日出藩家老。
- 本田博文 - 政治家。日出町長。
- yumica - シンガーソングライター・モデル。